# Port lotniczy Gelendżyk
Port lotniczy Gelendżyk (IATA: GDZ, ICAO: URKG) – port lotniczy położony w Gelendżyk, w Kraju Krasnodarskim, w Rosji.

## Linie lotnicze i połączenia
| Linia lotnicza        | Kierunek                                                      |
| --------------------- | ------------------------------------------------------------- |
| Aerofłot              | Sezonowo: 1. Moskwa-Szeremietiewo                             |
| IrAero                | Sezonowo: 1. Irkuck 2. Omsk                                   |
| Pobeda                | Sezonowo: 1. Moskwa-Wnukowo                                   |
| Rossiya Airlines      | Sezonowo: 1. Sankt Petersburg                                 |
| RusLine               | Sezonowo: 1. Sankt Petersburg                                 |
| S7 Airlines           | 1. Moskwa-Domodiedowo Sezonowo: 1. Nowosybirsk                |
| Severstal Air Company | Sezonowo: 1. Czerepowiec                                      |
| Ural Airlines         | Sezonowo: 1. Moskwa-Domodiedowo 2. Jekaterynburg              |
| UTair Aviation        | Sezonowo: 1. Moskwa-Wnukowo 2. Surgut                         |
| UVT Aero              | 1. Moskwa-Domodiedowo Sezonowo: 1. Czelabińsk 2. Kazań 3. Ufa |
| Yamal Airlines        | Sezonowo: 1. Tiumeń                                           |